# Sphenomorphus muelleri
Sphenomorphus muelleri är en ödleart som beskrevs av  Hermann Schlegel 1837. Sphenomorphus muelleri ingår i släktet Sphenomorphus och familjen skinkar. Inga underarter finns listade i Catalogue of Life.